# Glypta sulcata
Glypta sulcata är en stekelart som beskrevs av Dasch 1988. Glypta sulcata ingår i släktet Glypta och familjen brokparasitsteklar. Inga underarter finns listade i Catalogue of Life.